# ليونارد شامبرز
ليونارد شامبرز (31 ديسمبر 1941 - ) (بالإنجليزية: Leonard Chambers)‏ هو لاعب كريكت جامايكي.

## وصلات خارجية
- ليونارد شامبرز على موقع إي آس بي آن كريك إنفو (الإنجليزية)